# 레저주

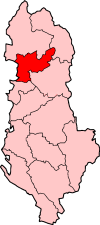
레저주의 위치

레저주(알바니아어: Qarku i Lezhës)는 알바니아 중북부에 위치한 주로 주도는 레저이며 면적은 1,581km2, 인구는 159,792명(2001년 기준)이다. 서쪽으로는 아드리아해와 접하고 있고 북쪽으로는 슈코더르주, 북동쪽으로는 쿠커스주, 남동쪽으로는 디버르주, 남쪽으로는 두러스주와 접한다. 3개 현(쿠르빈현, 레저현, 미르디터현)을 관할한다.

## 인구
| 연도  | 인구    | ±%     |
| ----- | ------- | ------ |
| 1950  | 45,533  | —      |
| 1960  | 63,373  | +39.2% |
| 1979  | 113,621 | +79.3% |
| 1989  | 165,254 | +45.4% |
| 2001  | 159,182 | −3.7%  |
| 2011  | 134,027 | −15.8% |
| 2023  | 99,384  | −25.8% |
| 출처: |         |        |